# Torzhok
Huyện Torzhok (tiếng Nga: ? райо́н) là một huyện hành chính tự quản (raion), của Tỉnh Tver, Nga. Huyện có diện tích 66 km², dân số thời điểm ngày 1 tháng 1 năm 2000 là 49700 người. Trung tâm của huyện đóng ở Torzhok.